# David IX. Gruzijski
David IX. Gruzijski (gruz. დავით IX; umro 1360.), iz dinastije Bagration, bio je kralj Gruzije od 1346. do svoje smrti 1360. godine.

## Obitelj
David je bio jedini poznati sin Davida V. Identitet njegove majke nije poznat. "Gruzijska kronika" iz 18. stoljeća izvještava kako se Đuro V. oženio kćerkom "grčkog cara, lorda Mihaela Komnena". No, vladajuća dinastija bizantskog carstva bila je Paleolog, a ne Komneni. Vjenčanje kćeri Mihaela IX. Paleologa i njegove supruge Rite Armenske nije zabilježeno u bizantskim izvorima, kao ni postojanje ijedne nezakonite kćeri Mihaela IX. Komneni jesu vladali Trapezuntskim Carstvom. Mihael Megas Komnen bio je car od 1344. do 1349. godine. Zabilježeno je da je sa svojom ženom imao jedno dijete, Ivana III. Trapezuntskog.  Je li Ivan imao braću ili sestre, nije poznato.

## Vladavina
Na prijestolje je zasjeo nakon smrti svoga oca, Davida V. "Briljntnog" 1346. godine. Međutim, stabilnost i prosperitet kraljevstva koje je ostavio njegov otac nisu potrajali, jer je područje 1348. zahvatilo doba kuge, desetkujući stanovništvo i stvarajući tešku gospodarsku krizu.
Umro je 1360. godine, a naslijedio ga je sin Bagrat V. Veliki.
Bio je oženjen Sindukhtarom i s njom imao dvoje djece, Bagrata V. i Gulkhan Eudokiju.